# Get Free
Get Free è un singolo del gruppo musicale Major Lazer, pubblicato nel 2012 ed estratto dal secondo album Free the Universe. Il brano vede la partecipazione del cantante Amber Coffman (Dirty Projectors).

## Tracce
- Download digitale

1. Get Free – 4:49
2. Get Free (Bonde Do Role Remix) – 3:43
3. Get Free (Andy C Remix) – 5:31